# Parazaurolof
Parazaurolof (Parasaurolophus, co znaczy "prawie zaurolof") – rodzaj dinozaura kaczodziobego, żyjącego w Ameryce Północnej w epoce kredy późnej około 76,5–73 milionów lat temu. Żywił się roślinami, poruszał się na dwóch oraz czterech łapach. Wyróżnia się 3 gatunki: typowy P. walkeri, P. tubicen i krótkogrzebieniasty P. cyrtocristatus. Szczątki znajdywano w kanadyjskiej Albercie oraz amerykańskich Nowym Meksyku i Utah. Pierwszego opisu rodzaju dokonał w 1922 William Parks dzięki czaszce i niekompletnemu szkieletowi z Alberty. Parazaurolof należy do rzadszych hadrozaurów, znany jest jedynie z nielicznych okazów zachowanych w dobrym stanie.
Parasaurolophus zalicza się do hadrozaurów, zróżnicowanej rodziny kredowych ornitopodów znanych z różnorodnych ozdób na głowach. Rodzaj wyróżnia się wielkim, wydłużonym grzebieniem na głowie, który w przypadku najbardziej okazałych znalezisk tworzy długą, zakrzywioną tubę wystającą z czaszki do tyłu i w górę. Chiński charonozaur, mogący być najbliższym krewnym parazaurolofa, miał podobną czaszkę i prawdopodobnie podobny grzebień. Twór ten był przedmiotem wielu dociekań i dyskusji wśród badaczy. Wedle konsensusu jego główne funkcje obejmowały ułatwienie wzrokowego rozpoznawania osobników różnych gatunków i płci, działanie w roli komory rezonansowej przy wydawaniu dźwięków oraz termoregulację.

## Budowa
Jak w przypadku większości dinozaurów, szkieletu parazaurolofa nie poznano w całości. Długość okazu typowego P. walkeri szacuje się na 9,5 m, a jego masę na 2,5 tony. Sama czaszka mierzy około 1,6 m, wliczając w to grzebień. Natomiast typowa czaszka P. tubicen przekracza swą długością 2 m, wskazując na większe rozmiary całego zwierzęcia. Jego pojedyncza znana przednia kończyna jest względnie krótka jak na kaczodziobego, cechuje się krótką, lecz szeroką łopatką. Kość udowa mierzy u P. walkeri 103 cm, będąc jak na swą długość potężnie zbudowaną, jeśli porównać ją z należącymi do innych hadrozaurydów. Kość ramienna i miednica również charakteryzują się ciężką budową.
Wyrostki kolczyste kręgów są długie, co jest częste u lambeozaurynów. Najdłuższe znajdują się nad biodrami, zwiększając wysokość pleców. W przypadku P. walkeri poznano odciski skóry, ukazujące jednorodne guzkowate łuski bez większych struktur.

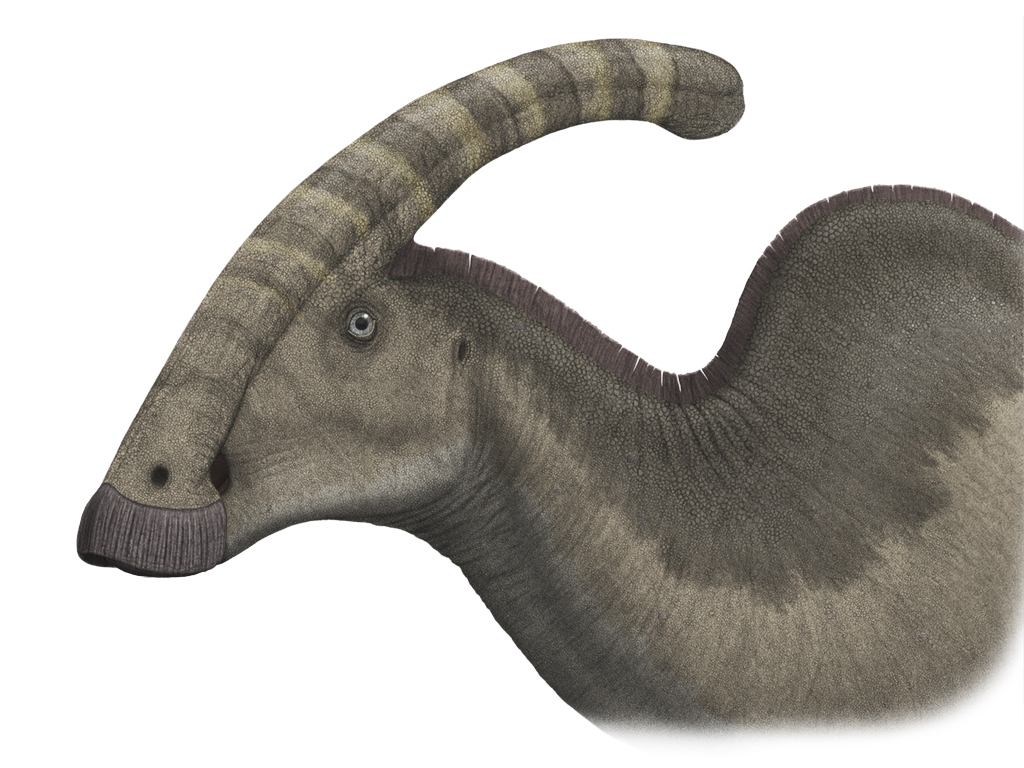
Rycina przedstawiająca Parasaurolophus walkeri z detalami pokrycia skóry

Najbardziej zwraca jednak uwagę grzebień czaszkowy, wystający z tyłu głowy. Tworzyły go kość przedszczękowa i kość nosowa. Osobnik typowy P. walkeri posiada karb na wyrostku kolczystym w miejscu stykania się grzebienia z grzbietem ciała, aczkolwiek może to być patologia, która wystąpiła u tego konkretnego osobnika. William Parks, który nazwał rodzaj, wysunął hipotezę, jakoby od grzebienia do karbu biegło więzadło podtrzymujące głowę. Choć pomysł ten wydaje się nieprawdopodobny, parazaurolofa czasami przedstawia się z fałdem skórnym biegnącym od grzebienia do szyi. Wydrążony w środku grzebień obejmuje oddzielne kanały biegnące od każdego z nozdrzy zewnętrznych do swego końca, by zmienić kierunek i udać się do tyłu, w dół grzebienia i do czaszki. Struktury te były najprostsze u P. walkeri, bardziej skomplikowane zaś u P. tubicen, gdzie czasami przewody te kończyły się ślepo, a inne spotykały się czy łączyły. Podczas gdy P. walkeri i P. tubicen cechowały się długimi, tylko nieznacznie zakrzywionymi grzebieniami, P. cyrtocristatus wytwarzał grzebień krótki, o bardziej okrągłym profilu.

## Systematyka
Jak podpowiada nazwa, Parasaurolophus uznano początkowo za bliskiego krewnego zaurolofa, kierując się zewnętrznym podobieństwem grzebieni.  Jednak niedługo później umieszczono go w podrodzinie Lambeosaurinae, podczas gdy zaurolof należy do płaskogłowych Hadrosaurinae. Uważa się go zwykle za oddzielny odłam lambeozaurynów, różniący się od hełmiastych korytozaura, hipakrozaura i lambeozaura. Za jego najbliższego krewnego uchodzi charonozaur, lambeozauryn o podobnej budowie czaszki (kompletnego grzebienia dotychczas nie odnaleziono) z regionu rzeki Amur w północno-wschodniej części Chińskiej Republiki Ludowej. Tworzą one razem klad Parasaurolophini. P. cyrtocristatus ze  swym krótkim, zaokrąglonym wyrostkiem, może być najpierwotniejszym z trzech znanych gatunków, może też być osobnikiem młodocianym lub samicą gatunku P. tubicen.

## Odkrycie

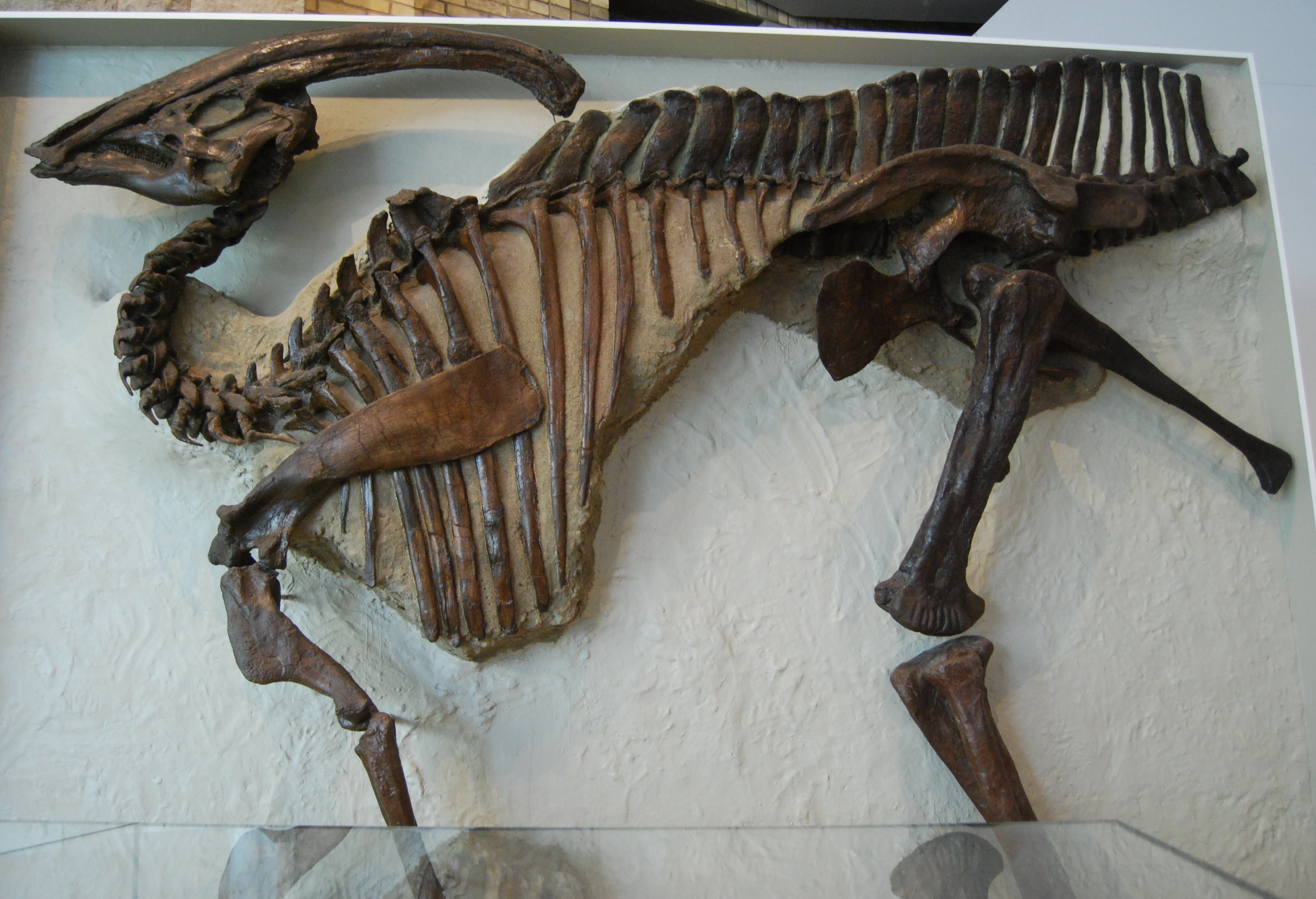
Niekompletny okaz typowy Parasaurolophus walkeri z Royal Ontario Museum

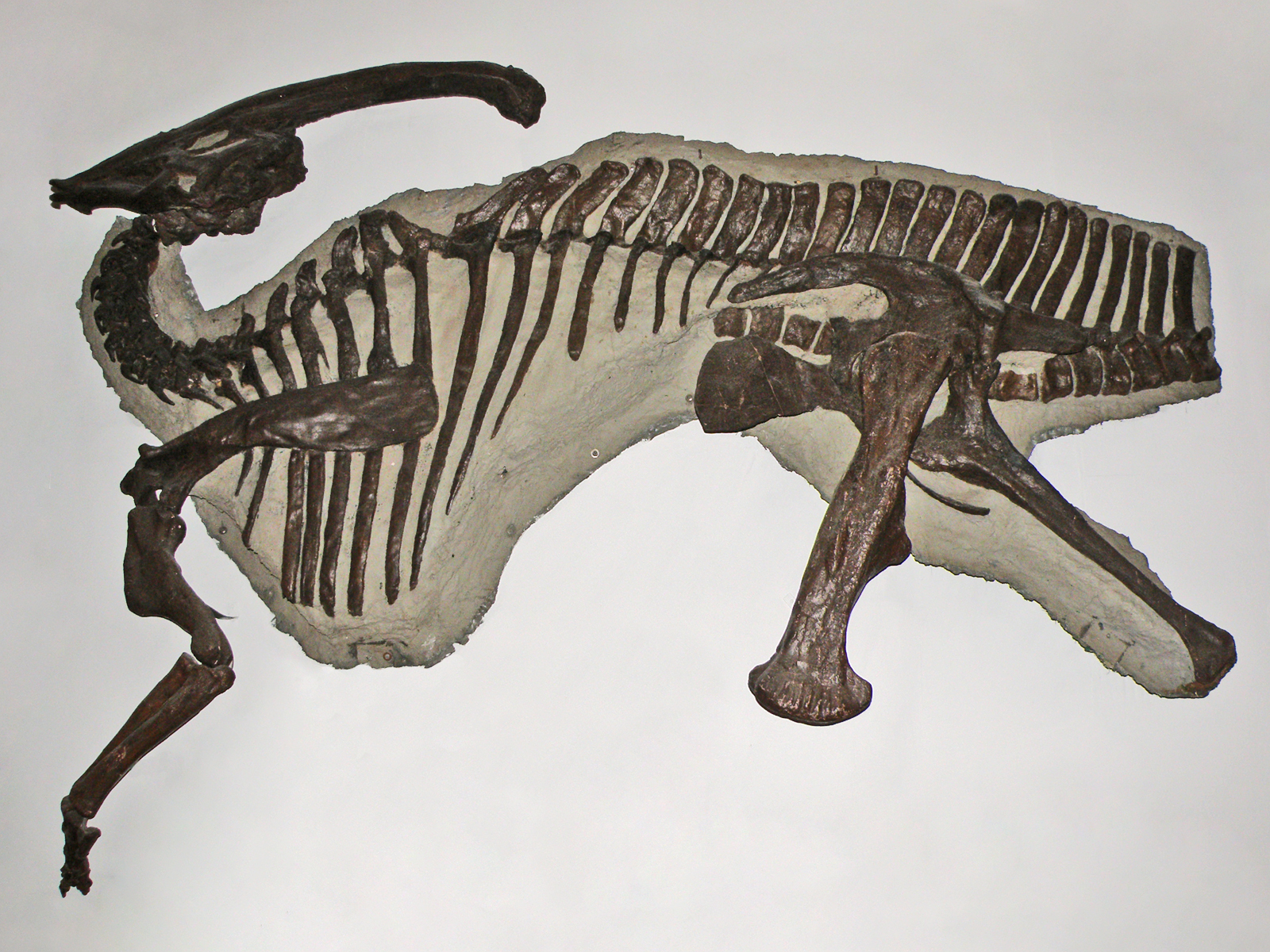
Parasaurolophus walkeri, Muzeum Ewolucji PAN

Nazwa Parasaurolophus oznacza "prawie Saurolophus" i rodowód swój bierze ze starożytnej greki od słów para/παρα "obok", saurus/σαυρος "jaszczur" oraz lophos/λοφος – "grzebień". Holotyp kataloguje się jako ROM 768. Stanowi go czaszka i niekompletny szkielet, w którym brakuje większości ogona i tylnych łap poniżej kolan. Znalazła go grupa badawcza z University of Toronto w 1920 w pobliżu Sand Creek wzdłuż rzeki Red Deer w Albercie w  Kanadzie. Skały w miejscu znaleziska tworzą kampańską (kreda górna) formację Dinosaur Park. William Parks nadał znalezisku epitet gatunkowy walkeri, by uhonorować sir Byrona Edmunda Walkera, piastującego stanowisko prezesa rady nadzorczej w Royal Ontario Museum. Szczątki parazaurolofa stanowią w Albercie rzadkość z tylko jedną inną niekompletną czaszką pochodzącą prawdopodobnie z formacji Dinosaur Park i prawdopodobnie też należącymi do tego rodzaju trzema bezczaszkowymi okazami z tej samej formacji. Niektóre spisy taksonów wspominają o możliwym materiale P. walkeri z formacji Hell Creek z Montany, ze skał powstałych w mastrychcie. Jednakże Robert Sullivan i Thomas Williamson w swym przeglądzie rodzaju Parasaurolophus z 1999 takiej lokalizacji nie wymieniają.
W 1921 Charles Hazelius Sternberg odkrył fragmentaryczną czaszkę (PMU.R1250) w miejscu zaliczanym dziś do nieco młodszej formacji Kirtland w hrabstwie San Juan w Nowym Meksyku. Okaz przesłano do Uppsali w Szwecji, gdzie Carl Wiman w 1931 opisał ją jako drugi gatunek, P. tubicen. Epitet gatunkowy zaczerpnął z łaciny: tubicěn. czyli "trębacz". Druga, prawie kompletna czaszka P. tubicen (NMMNH P-25100) została znaleziona w Nowym Meksyku w 1995. Dzięki tomografii komputerowej Robert Sullivan i Thomas Williamson opracowali monografię rodzaju z 1999, wyjaśniającą aspekty anatomii i taksonomii, jak również funkcje grzebienia. Williamson opublikował późnej samodzielny przegląd szczątków, nie zgadzając się z jej wnioskami taksonomicznymi.
John Ostrom opisał inny dobrej jakości okaz (FMNH P27393) z Nowego Meksyku jako P. cyrtocristatus w 1961. Znalezisko obejmowało fragmentaryczną czaszkę z krótkim, zaokrąglonym grzebieniem i wiele pozostałości szkieletu pozaczaszkowego. Brakowało stopy, szyi i części ogona. Jego epitet gatunkowy również pochodzi z języka łacińskiego, gdzie  curtus znaczy "skrócony" a cristatus – "grzebieniasty". Okaz znaleziono w najwyższej części formacji Fruitland lub, co bardziej prawdopodobne, lub w najniższej części wyżejległej formacji Kirtland. Jego zasięg występowania powiększył się w 1979, gdy David B. Weishampel i James A. Jensen opisali niekompletną czaszkę o podobnym grzebieniu sklasyfikowaną jako BYU 2467 z kampańskiej formacji Kaiparowits z hrabstwa Garfield w Utah. Od tego czasu w Utah znaleziono kolejną czaszkę P. cyrtocristatus z krótkim i zaokrąglonym grzebieniem.

### Gatunki
Gatunek typowy P. walkeri z Alberty znany jest na pewno z pojedynczego okazu z formacji Dinosaur Park, a prawdopodobnie także z innych znalezisk z tej formacji. Różni się od P. tubicen prostszymi kanałami w grzebieniu, a od P. cyrtocristatus dłuższym i niezaokrąglonym grzebieniem, a także kością ramienną dłuższą od promieniowej. Żył pomiędzy 76,5 i 75,3 milionów lat temu.
P. tubicen z Nowego Meksyku znany jest z pozostałości co najmniej trzech osobników. Osiąga największe rozmiary z gatunków parazaurolofa, cechuje się też bardziej skomplikowanym układem kanałów w grzebieniu, niż P. walkeri, a sam grzebień w porównaniu z występującym u P. cyrtocristatus określa się jako dłuższy i prostszy. Szczątki tego gatunku pochodzą jedynie z ogniwa De-na-zin formacji Kirtland. Żył pomiędzy 73,4 i 73 milionami lat, co czyni go najmłodszym z gatunków.
P. cyrtocristatus z formacji Kaiparowits i formacji Fruitland z Nowego Meksyku i Utah poznano dzięki prawdopodobnym trzem okazom. Żył pomiędzy 75,5 a 74,5 milionów lat temu. Jest najmniejszym z gatunków parazaurolofa, wyróżnia się krótkim i zaokrąglonym grzebieniem. Jego niewielkie rozmiary i kształt tworu na głowie doprowadziły część specjalistów do sugestii, że chodzi o osobnika młodocianego lub samicę gatunku P. tubicen, choć żył on co najmniej milion lat później. Jak zauważył Thomas Williamson, typowy materiał P. cyrtocristatus osiąga 72% rozmiaru P. tubicen. Różnica jest więc mniejsza, niż w przypadku różnic interpretowanych jako wynik dymorfizmu płciowego u innych Lambeosaurinae (około 70% wielkości dorosłego zwierzęcia). Propozycję tę odrzucono jednak w ostatnich przeglądach lambeozaurynów.

## Paleoekologia

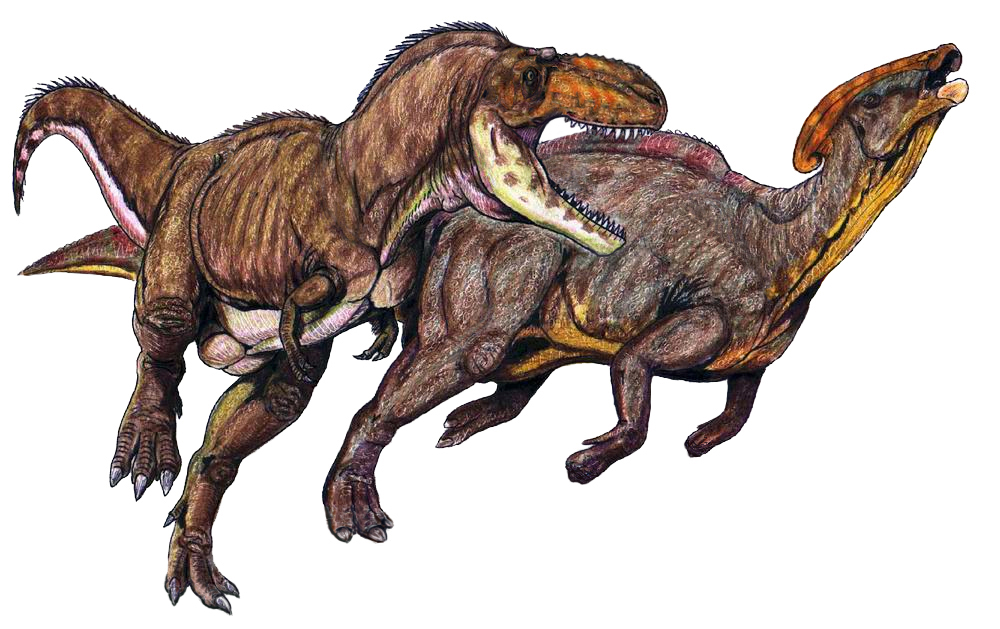
Teratophoneus atakujący P. cyrtocristatus. Szczątki tyranozauryda przypominającego Gorgosaurus libratus (na ilustracji) odkryto w formacji Fruitland

Parasaurolophus walkeri, pochodzący z formacji Dinosaur Park, należał do zróżnicowanej i dobrze udokumentowanej fauny prehistorycznych zwierząt. Obejmowała ona następujące dinozaury – inne kaczodziobe: korytozaura i grypozaura, ceratopsy: centrozaura i chasmozaura, ankylozaury: edmontonię, euoplocefala i dyoplozaura, a z teropodów: tyranozauryda i gorgozaura. Parazaurolof stanowił w niej rzadkość. Formację Dinosaur Park uważa się za reprezentującą niskoreliefowe osady rzeczne i równiny zalewowej oraz terenów bagnistych pozostających pod wpływem ekspandującego na zachód Morza Środkowego Zachodu. W klimacie cieplejszym niż panujący obecnie w Albercie, nie zdarzały się mrozy, następowały po sobie okresy suche i wilgotne. Rośliny iglaste dominowały w piętrze koron drzew. W podszycie rosły paprotniki (w tym olbrzymkowce) i okrytonasienne.
Niektóre mniej częste na obszarze formacji Dinosaur Park Formation z Dinosaur Provincial Park hadrozaury, jak Parasaurolophus, mogą reprezentować szczątki osobników, które padły w trakcie migracji przez ten region. Zwierzęta te mogły też zajmować wyżej położone siedliska, gdzie żerowały i zakładały gniazda. Obecność parazaurolofa i kritozaura wśród skamieniałości z północy może stanowić ślad wymiany zwierząt pomiędzy zróżnicowanymi biomami północy i południa późnokredowej Ameryki Północnej. Oba taksony występują rzadko poza biomem południowym, gdzie dominują w faunie kręgowej razem z pentaceratopsem.
Na terenach dzisiejszych Nowego Meksyku i Utah P. cyrtocristatus dzielił środowisko z dinozaurami rogatymi utahceratopsem, kosmoceratopsem i pentaceratopsem,  z celurozaurem ornitomimem i tyranozauroidem Teratophoneus.
Ostatni i największy z parazaurolofów, P. tubicen z Nowego Meksyku, współwystępował z kaczodziobym kritozaurem, rogatym pentaceratopsem, pancernym nodocefalozaurem, zauropodem alamozaurem, teropodami zaurornitolestem i Bistahieversor z rodziny tyranozaurydów. Formacja Kirtland powstała z osadów rzecznych terenów zalewowych kształtujących się po wycofaniu się Morza Środkowego Zachodu. W rejonie tym dominowały rośliny iglaste, a Chasmosaurinae znacznie przewyższały częstością występowania kaczodziobe.

## Paleobiologia
Jak inne kaczodziobe, parazaurolof potrafił poruszać się zarówno na dwóch, jak i na czterech łapach. Prawdopodobnie wolał paść się w pozycji czworonożnej, biegał natomiast na dwóch kończynach.

### Pożywienie
Jako kaczodzioby Parasaurolophus był dużym roślinożercą. Spożywał pokarm roślinny dzięki wyspecjalizowanej czaszce umożliwiającej rozdrabniające ruchy analogiczne do żucia. Jego baterie policzkowe zawierały setki zębów, zastępowanych w sposób ciągły. Tylko względne niewielkiej części z nich gad kiedykolwiek używał. Pokarm zrywał dziobem, po czym przetrzymywał go w narządach przypominających policzki. Pasł się na roślinności od poziomu gruntu do wysokości 4 m. Jak zauważył Robert Bakker, dzioby lambeozaurynowe ustępowały szerokością hadrozaurynowym. W związku z tym Parasaurolophus i jego krewni mogli żywić się bardziej selektywnie, niż ich dalsi krewni o szerokich dziobach i płaskich głowach.

### Grzebień

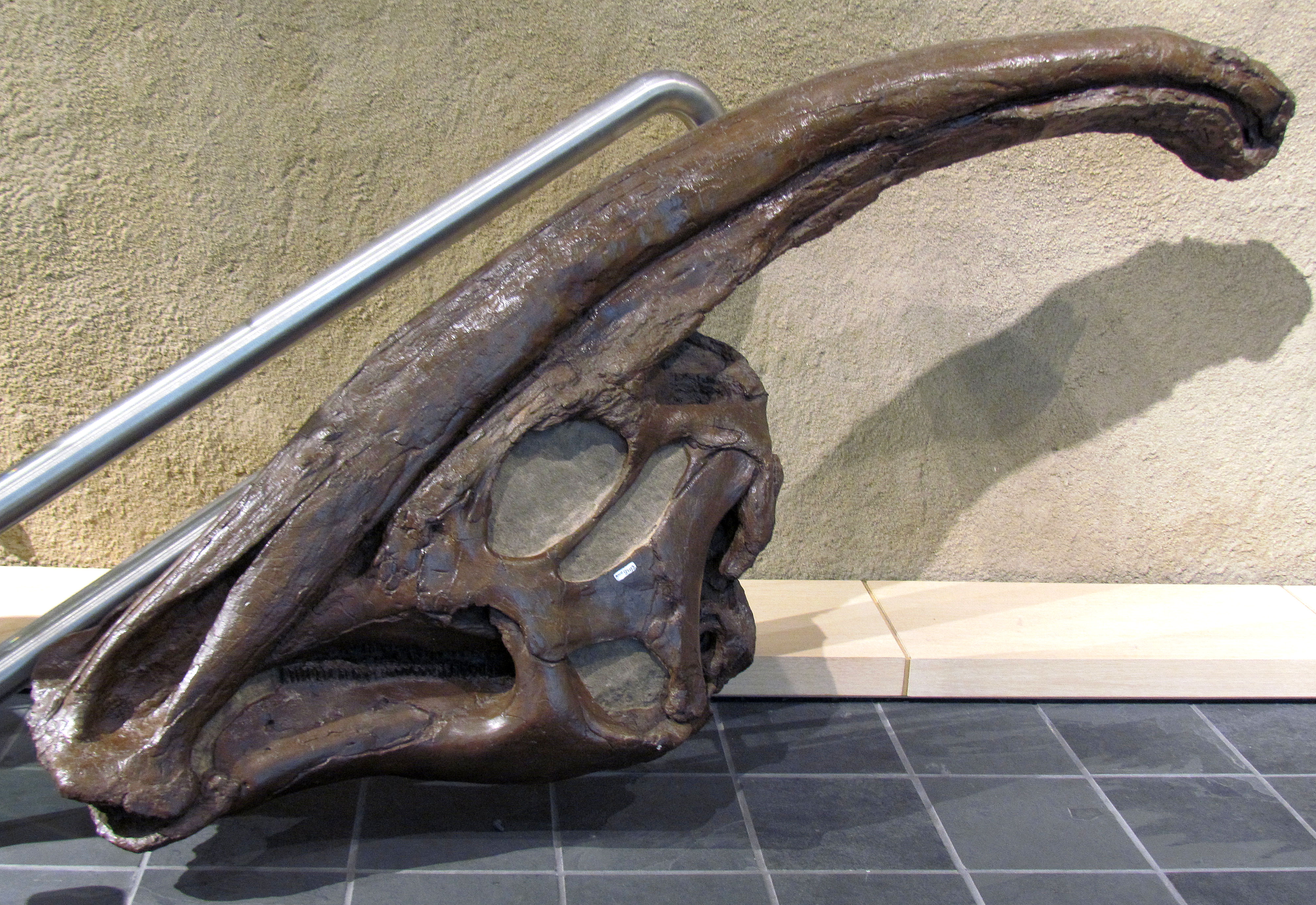
Czaszka P. walkeri

Wysunięto wiele hipotez objaśniających funkcje grzebienia noszonego na głowie przez parazaurolofa, jednak większość odrzucono. Obecnie sądzi się, że odgrywał kilka funkcji: rozpoznawanie się zwierząt dla identyfikacji gatunku i płci, wzmacnianie dźwięków w komunikacji, termoregulacja. Nie wyjaśniono, która z nich odgrywała największą rolę na którym etapie ewolucji grzebienia i jego wewnętrznych kanałów.

#### Różnice pomiędzy gatunkami i etapami wzrostu

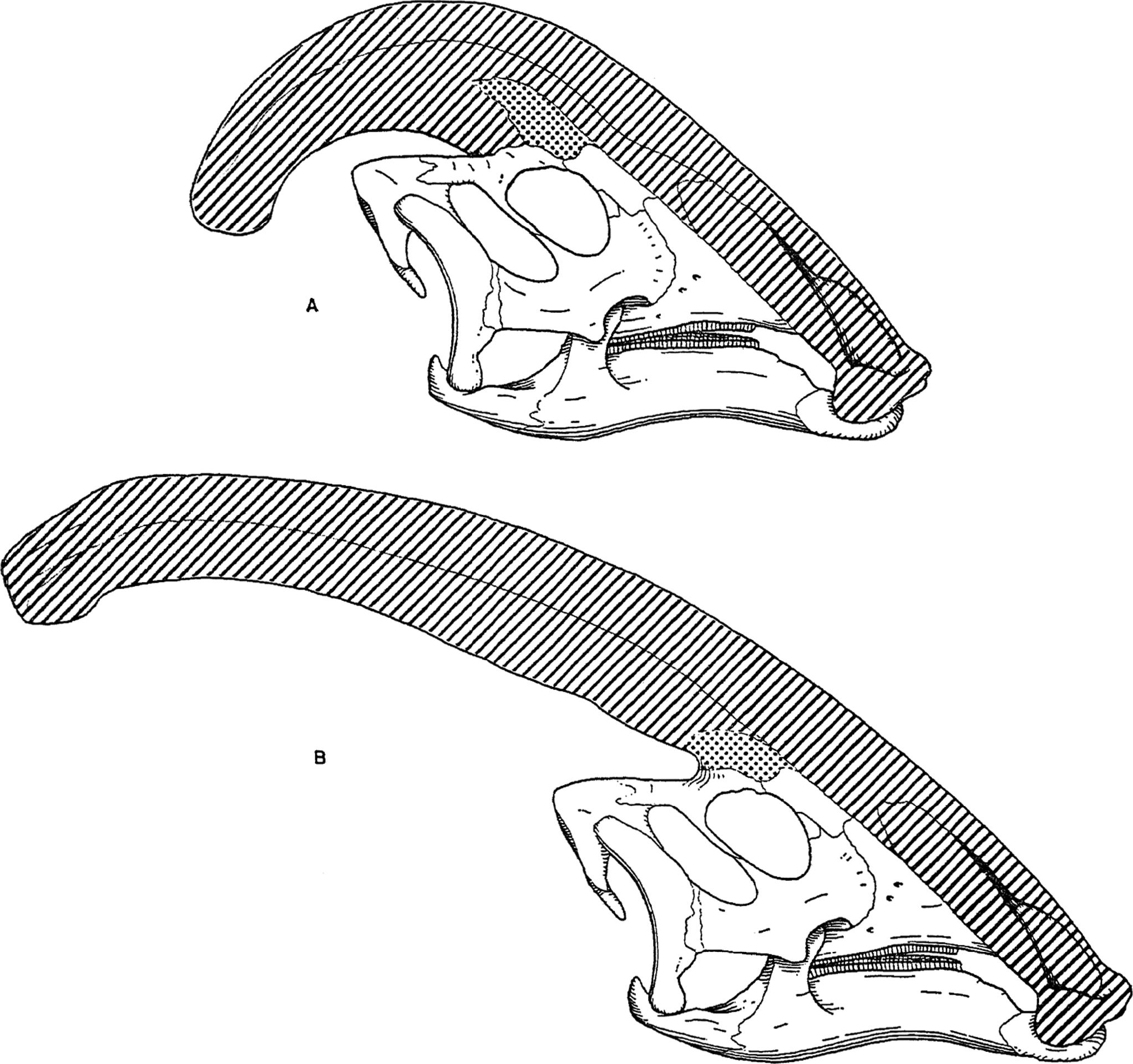
Diagram porównujący grzebienie Parasaurolophus cyrtocristatus (a) i Parasaurolophus walkeri (b)

Uważa się, że tak jak w przypadku innych Lambeosaurinae, grzebień czaszkowy parazaurolofa zmieniał się z wiekiem zwierzęcia, a u dorosłych osobników różnił się w zależności od płci, co stanowi przejaw dymorfizmu płciowego. James Hopson, jeden z pierwszych badaczy, którzy opisali wyrostki czaszki lambeozaurynów w kontekście tych różnic, zasugerował, że P. cyrtocristatus, dysponujący mniejszym grzebieniem, stanowi samicę P. tubicen. Thomas Williamson wziął go natomiast za formę młodocianą. Żadna z tych hipotez nie została szeroko zaakceptowana. Poznano jedynie sześć dobrze zachowanych czaszek i jedną puszkę mózgową, w związku z czym dodatkowy materiał byłby pomocny w wyjaśnieniu tych potencjalnych powiązań. Williamson odnotował, że w każdym razie młodociany Parasaurolophus prawdopodobnie miał mały, zaokrąglony grzebień, tak jak P. cyrtocristatus, który prawdopodobnie rósł szybciej u osobników osiągających dojrzałość płciową. Niedawne powtórne przebadanie młodocianej puszki mózgowej przypisywanej wcześniej lambeozaurowi, a obecnie przeniesionej do  Parasaurolophus i profilu twarzy młodocianych, wykazuje różnice z modelem spotykanym w przypadku korytozaura, hipakrozaura i lambeozaura. Częściowo przyczynę stanowi brak u parazaurolofa kostnych grzebieni tworzących górną część grzebienia trzech wymienionych lambeozaurynów.

#### Odrzucone hipotezy na temat funkcji
Wiele wczesnych propozycji funkcji grzebienia skupiało się na adaptacjach do wodnego trybu życia. Bazowały one na hipotezie ziemno-wodnych hadrozaurów, często przyjmowanej do lat sześćdziesiątych XX wieku. Alfred Sherwood Romer zaproponował dlań funkcję rurki do nurkowania. Martin Wilfarth zaproponował, by stanowił on miejsce przyczepu trąby używanej jako rurka służąca do oddychania lub szukania pożywienia. Wedle Sternberga służył jako pułapka powietrzna, by nie dopuścić wody do płuc. Edwin Harris Colbert widzi w nim magazyn dla powietrza umożliwiający długotrwałe przebywanie pod wodą.
Inne propozycje tyczyły w większym stopniu budowy fizycznej. Jak wspomniano wyżej, William Parks zasugerował, że grzebień łączył się z kręgami poprzez więzadło lub mięśnie, pomagając w ruchach i wspierając głowę. Othenio Abel widział w nim broń używaną w walkach z osobnikami tego samego gatunku. Andrew Milner zaproponował jego użycie jako narzędzia do odginania listowia, podobne jak hełm dzisiejszego kazuara. Inne propozycje czyniły główną funkcję z przechowywania innych narządów. Halszka Osmólska zasugerowała, że zawierał gruczoły solne. John Ostrom wpadł na pomysł, jakoby grzebień zawierał szerokie przestrzenie pokryte nabłonkiem węchowym i znacznie udoskonalał zmysł węchu lambeozaurynów, co nie posiadało jednak oczywistych możliwości obrony. Jedna z niezwykłych sugestii, poczyniona przez kreacjonistę Duane Gisha, mówi o uwięzionych w nim chemicznych gruczołach pozwalających na wystrzeliwanie we wrogów dżetów ognia, podobnie jak czynią to dzisiejsze  chrząszcze z rodziny biegaczowatych.
Większość z tych hipotez zdyskredytowano lub odrzucono. Dla przykładu na szczycie grzebienia brakuje dziurki, wymaganej dla pełnienia funkcji rurki. Nie znaleziono śladów przyczepu mięśni tworzących trąbę, której obecność w ogóle zdaje się wątpliwa u zwierzęcia posiadającego dziób. Jako śluza nie byłby w stanie powstrzymać dopływu wody. Proponowany magazyn powietrza nie wystarczyłby dla zwierzęcia o masie parazaurolofa. Inne kaczodziobe miały duże głowy, nie potrzebując dużych wydrążonych grzebieni jako przyczepu mięśni czy więzadeł. Poza tym żadna z propozycji nie wyjaśnia takiego właśnie kształtu grzebienia, kiedy inne Lambeosaurinae rozwijały grzebienie wyglądające zupełnie inaczej. Tymczasem wszystkie grzebienie zdawały się jednak pełnić taką samą rolę. Tezy te nie tłumaczą również, jak pozbawione grzebienia lub mające niewydrążony grzebień kaczodziobe dawały sobie radę bez płynących z niego udogodnień i dlaczego w ogóle niektóre z nich miały tylko grzebienie niewydrążone. Rozważania te uderzały w hipotezy związane z powiększaniem możliwości już zapewnianych przez inne części ciała zwierzęcia, jak obecność w komorach grzebienia gruczołów solnych czy udoskonalanie przezeń zmysłu węchu i wskazują, że nie była to zasadnicza funkcja wyrostków czaszki. Dodatkowo prace nad komorą nosową Lambeosaurinae ujawniły, że nerw węchowy i odpowiadające mu tkanki odpowiedzialne za czucie leżały w większości na zewnątrz części kanałów nosowych leżącej w grzebieniu, wobec czego jego rozwój miał niewiele wspólnego z węchem.

#### Funkcje społeczne

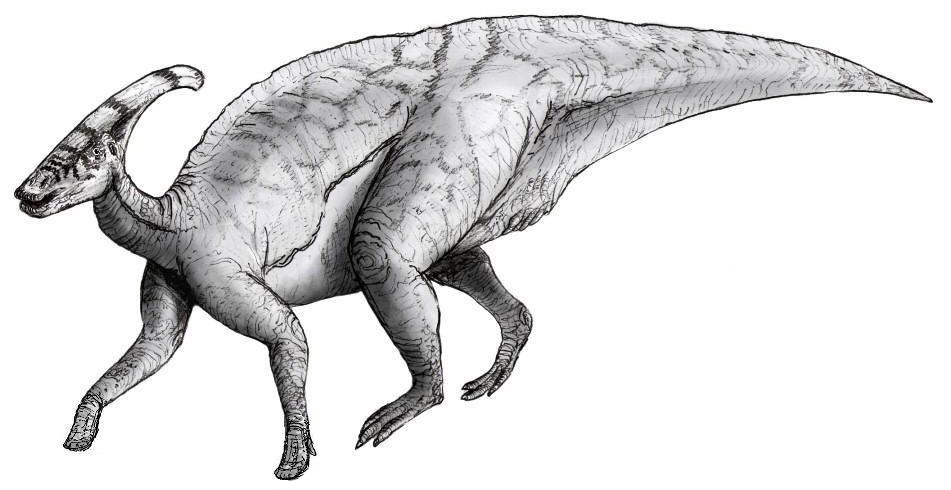
Rekonstrukcja Parasaurolophus walkeri z hipotetycznym fałdem skórnym i prążkami na grzebieniu

Zamiast powyższych wsparto hipotezy przypisujące grzebieniowi funkcje społeczne czy fizjologiczne, skupiając się na wzrokowej i słuchowej komunikacji i identyfikacji zwierząt. Jako duży obiekt grzebień służyłby świetnie jako sygnał wizualny odróżniający danego osobnika od współplemieńców. Duży rozmiar oczodołów hadrozaurów i obecność pierścieni sklerotycznych w oczach wskazuje na ostre widzenie i dzienny tryb życia, stanowiąc dowód na ważną rolę wzroku w życiu tego zauropsyda. Jeśli, jak na popularnych ilustracjach, fałd skórny rozpościerał się z grzebienia na szyję i grzbiet, proponowany sygnał wzrokowy  byłby jeszcze bardziej efektowny. Jak zasugerowano na podstawie innych lambeozaurynowych czaszek, zróżnicowanie kształtu i wielkości grzebienia parazaurolofa prawdopodobnie pozwalało też na identyfikację gatunków (odróżniając je też od korytozaura czy lambeozaura), a także płci.

#### Wydawanie dźwięków
Z drugiej strony zewnętrzny wygląd grzebienia nie ma nic wspólnego ze skomplikowanym układem kanałów nosowych, sugerującym inną funkcję związaną z użyciem tejże przestrzeni. Carl Wiman jako pierwszy w 1931 zaproponował rolę rzeczonych jam w tworzeniu sygnałów dźwiękowych, na podobieństwo krzywuły. Hopson i David B. Weishampel ponownie zwrócili się ku temu pomysłowi w latach siedemdziesiątych i osiemdziesiątych. Hopson znalazł anatomiczny dowód na dobry słuch Hadrosauridae. Istnieje co najmniej jeden przykład, u spokrewnionego z parazaurolofem korytozaura, wysmukłego strzemiączka, jedynej gadziej kosteczki słuchowej, wraz z dużą przestrzenią odpowiadającą błonie bębenkowej. Wskazuje to na czułe ucho środkowe. Co więcej, hadrozaurza lagena ślimaka jest wydłużona, jak u krokodyli, co wskazuje na dobrze rozwiniętą słuchową część ucha wewnętrznego. Weishampel zasugerował zdolność P. walkeri do wydawania dźwięków o częstotliwości od 48 do 240 Hz, zaś w przypadku P. cyrtocristatus (interpretowanego jako forma młodociana) od 75 do 375 Hz. Bazując na podobieństwie hadrozaurydowego ucha wewnętrznego do krokodylego, zaproponował również, że osobniki dorosłe odbierały wyższe częstotliwości, które mogły wydawać z siebie ich dzieci. Wedle Weishampela ma to związek z komunikacją pomiędzy rodzicami i potomstwem.
Modelowanie z użyciem komputera dobrze zachowanego okazu P. tubicen o bardziej złożonym systemie kanałów, niż P. walkeri, pozwoliło na rekonstrukcję możliwych dźwięków wydawanych za pomocą grzebienia. Główna ścieżka rezonuje około 30 Hz, ale skomplikowana anatomia zatok wywołuje wzmocnienia i osłabienia.

#### Termoregulacja
Duża powierzchnia i ukrwienie grzebienia wskazuje również na jego funkcję termoregulacyjną. P.E. Wheeler jako pierwszy zasugerował ją w 1978 jako sposób na chłodzenie mózgu. Teresa Maryańska i Halszka Osmólska również zaproponowały termoregulację w przybliżonym co on czasie. Dyskusja funkcji grzebieni przeprowadzona przez Davida C. Evansa w 2006 uznaje tę funkcję za co najmniej początkowy czynnik sprzyjający ewolucyjnej ekspansji grzebienia.